# Felsen und Hangwälder im Altmühltal und Wellheimer Trockental
Felsen und Hangwälder im Altmühltal und Wellheimer Trockental este o arie protejată (arie de protecție specială avifaunistică — SPA) din Germania întinsă pe o suprafață de 3.610,89 ha, integral pe uscat.

## Localizare
Centrul sitului Felsen und Hangwälder im Altmühltal und Wellheimer Trockental este situat la coordonatele 48°54′22″N 11°02′29″E / 48.9061°N 11.0414°E.

## Înființare
Situl Felsen und Hangwälder im Altmühltal und Wellheimer Trockental a fost declarat arie de protecție specială avifaunistică în septembrie 2006 pentru a proteja 8 specii de animale.

## Biodiversitate
Situată în ecoregiunea continentală, aria protejată nu include niciun habitat protejat.
La baza desemnării sitului se află mai multe specii protejate de  păsări (8): pescăruș albastru (Alcedo atthis), buha (Bubo bubo), porumbel de scorbură (Columba oenas), ciocănitoare neagră (Dryocopus martius), Falco peregrinus peregrinus, sfrâncioc roșiatic (Lanius collurio), viespar (Pernis apivorus), ciocănitoare verzuie (Picus canus)